# ギャリー・ケリー
ガリー・ケリー（Gary Kelly, 1974年7月9日 - ）は、アイルランド・ドラハダ出身の元サッカー選手。ポジションは右サイドバック、および右サイドハーフ。

## 来歴

### クラブ
地元のユースを経て、ダブリンのホーム・ファームでフォワードとしてプレー。1991年にリーズ・ユナイテッドに入団、プロとしての道を歩き始める。当時の監督だったホワード・ウィルキンソンに右サイドバックにコンバートされ才能が開花。1993-94シーズンにレギュラーの座を掴むと怪我により長期離脱した1998-99シーズンを除き、右サイドのポジションを不動のものとした。
2006年2月25日、ルートン・タウン戦でリーズにおける500試合出場を達成し、同チーム10人目の栄誉を授った。2006-07シーズン終了後、この記録を531に伸ばし、現役を引退した。

### 代表
アイルランド代表へは1994年3月23日に行われたロシア戦でデビュー。1994年・2002年のワールドカップ本大会に出場。日韓W杯後は怪我にも悩まされ代表としてプレーすることはなく、2003年9月25日、クラブへ専念することを理由に代表からの引退を表明した。

## 人物
陽気で、ジョークといたずら好きな性格。姉をガンで亡くしており、ガン患者の団体への慈善活動でも知られる。また、甥はリーズ及び代表でチームメートであったイアン・ハートである。

## 代表歴

### 出場大会
- アイルランド代表
  - 1994 FIFAワールドカップ
  - 2002 FIFAワールドカップ

### 試合数
- 国際Aマッチ 52試合 2得点（1994年-2002年）[1]

| アイルランド代表 | 国際Aマッチ | 国際Aマッチ |
| 年               | 出場        | 得点        |
| ---------------- | ----------- | ----------- |
| 1994             | 10          | 1           |
| 1995             | 8           | 0           |
| 1996             | 0           | 0           |
| 1997             | 7           | 0           |
| 1998             | 3           | 0           |
| 1999             | 2           | 0           |
| 2000             | 3           | 0           |
| 2001             | 9           | 1           |
| 2002             | 10          | 0           |
| 通算             | 52          | 2           |